# Епархия Пурнии
Епархия Пурнии (лат. Dioecesis Purneaënsis) — епархия Римско-Католической церкви c центром в городе Пурния, Индия. Епархия Пурнии входит в митрополию Патны. Кафедральным собором епархии Пурнии является церковь святого Петра.

## История
27 июня 1998 года Римский папа Иоанн Павел II выпустил буллу Optatis concedere, которой учредил епархию Пурнии, выделив её из епархии Думки. В этот же день епархия Пурнеа вошла в митрополию Ранчи.
16 марта 1999 года епархия Пурнии вошла в митрополию Патны.

## Ординарии епархии
- епископ Vincent Barwa (27.06.1998 — 29.09.2004);
- епископ Angelus Kujur (20.01.2007 — по настоящее время).

## Источник
- Annuario Pontificio, Ватикан, 2007
- Булла Optatis concedere (лат.)